# Казанка (Архангельський район)
Каза́нка (рос. Казанка, башк. Казанка) — село у складі Архангельського району Башкортостану, Росія. Входить до складу Інзерської сільської ради.
Населення — 323 особи (2010; 382 в 2002).
Національний склад:
- чуваші — 74 %